# Kozarac (Čeminac)
Pour les articles homonymes, voir Kozarac.
Kozarac est un village de la municipalité de Čeminac (Comitat d'Osijek-Baranja) en Croatie. Au recensement de 2011, le village comptait 730 habitants.